# Strażnica WOP Wetlina
Strażnica Wojsk Ochrony Pogranicza Wałklina/Wetlina – zlikwidowany podstawowy pododdział graniczny Wojsk Ochrony Pogranicza pełniący służbę graniczną na granicy polsko-czechosłowackiej.

Strażnica Straży Granicznej w Wetlinie – zlikwidowana graniczna jednostka organizacyjna Straży Granicznej realizująca zadania bezpośrednio w ochronie granicy państwowej ze Słowacją.

## Formowanie i zmiany organizacyjne
Strażnica została sformowana w 1945 w strukturze 37 komendy odcinka jako 169 strażnica WOP (Wałklina) o stanie 56 żołnierzy. Kierownictwo strażnicy stanowili: komendant strażnicy, zastępca komendanta do spraw polityczno-wychowawczych i zastępca do spraw zwiadu. Strażnica składała się z dwóch drużyn strzeleckich, drużyny fizylierów, drużyny łączności i gospodarczej. Etat przewidywał także instruktora do tresury psów służbowych oraz instruktora sanitarnego.
W 1947, strażnicę WOP Wetlina wyłączono spod dowództwa 8 Rzeszowskiego Oddziału WOP w Przemyślu.
W związku z reorganizacją oddziałów WOP, 24 kwietnia 1948 16 strażnica OP Wetlina została włączona w struktury 35 batalionu Ochrony Pogranicza w Baligrodzie, a po jego rozformowaniu 1 stycznia 1951 264 batalionu WOP w Sanoku.
W 1952, w Wetlinie stacjonowała wchodząca w skład 264 batalionu WOP, 169 strażnica WOP. Od 15 marca 1954 wprowadzono nową numerację strażnic. Strażnica III kategorii otrzymała numer 169 w skali kraju. W 1957, w 3 Brygadzie WOP w Nowym Sączu przeformowano 18 strażnic WOP w placówki WOP, w tym strażnicę WOP w Radoszycach. 1 stycznia 1960 była jako 34 placówka WOP Wetlina kategorii II w strukturach 264 batalionu WOP w Sanoku. 1 stycznia 1964 była jako 27 placówka WOP Wetlina kategorii II w strukturach 264 batalionu WOP w Sanoku.
1 września 1989 strażnica WOP Wetlina została przekazana z Bieszczadzkiej Brygady WOP i włączona w struktury batalionu granicznego Karpackiej Brygady WOP w Sanoku Karpackiej Brygady WOP w Nowym Sączu i tak funkcjonowała do 15 maja 1991.
Straż Graniczna:
Po rozwiązaniu Wojsk Ochrony Pogranicza, 16 maja 1991 strażnica Straży Granicznej w Wetlinie weszła w podporządkowanie Bieszczadzkiego Oddziału Straży Granicznej w Przemyślu. Z dniem 1 stycznia 2005 została włączona w struktury Karpackiego Oddziału Straży Granicznej w Nowym Sączu.
24 sierpnia 2005 funkcjonującą dotychczas strażnicę SG w Wetlinie przemianowano na placówkę Straży Graniczne w Wetlinie.

## Ochrona granicy
W ochronie granicy dowódcy strażnicy WOP w Wetlinie ściśle współpracowali ze swoimi odpowiednikami tj. naczelnikami placówek OSH (Ochrana Statnich Hranic) CSRS.

### Działania bojowe
25 marca 1946 żołnierze batalionu 34 pułku piechoty i grupy operacyjnej 37 komendy odcinka wyprowadzili z Wetliny załogi dwóch strażnic do Baligrodu. Dwa dni wcześniej grupa bojowa tych strażnic pod dowództwem st. sierż. Wacława Grzesia usiłowała sama dotrzeć do komendy po amunicję i żywność. W rejonie wsi Smerek została zaatakowana przez UPA. W walce ranni zostali: sierż. Mieczysław Zakrzewski i plut. Rogaczewski.

## Zasięg terytorialny

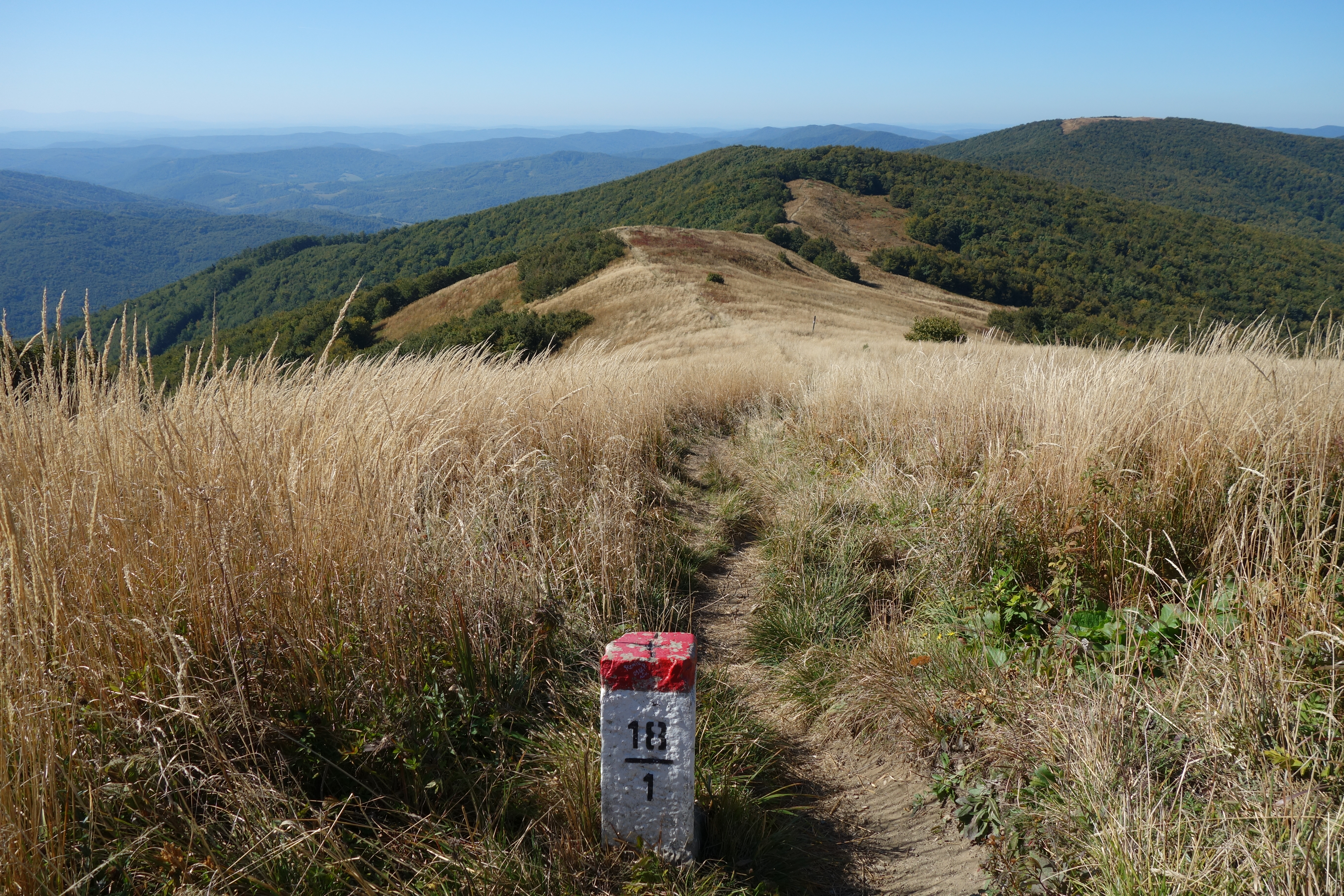
Granica polsko-słowacka, znak gran. nr I/18/1 w rej. Dziurkowiec (wrzesień 2019)

W 1960, 34 placówka WOP Wetlina II kategorii ochraniała odcinek granicy państwowej z Czechosłowacją o długości 19500 m od znaku granicznego nr I/1, wyłącznie do znaku granicznego nr I/29/1.
Straż Graniczna:
Z chwilą utworzenia Bieszczadzkiego Oddziału Straży Granicznej w Przemyślu, 16 maja 1991 Strażnica SG w Wetlinie ochraniała odcinek granicy państwowej z Czechosłowacją:
- Włącznie od znaku granicznego nr I/1 , wyłącznie do znaku gran. nr I/29 .
- Linia rozgraniczenia z:

1. strażnicą SG w Lutowiskach: włącznie znak graniczny „Krzemieniec” nr I/1, granicą gminy Lutowiska i Czarna oraz Cisna i Solina.
2. strażnicą SG w Cisnej:  wyłącznie znak gran. nr I/29, Przysłup, wyłącznie punkt triangulacyjny 968,3, ujście rzeki Bowański do rzeki Solinka, rzeką Solinka do jej ujścia, dalej granicą gmin Cisna oraz Solina do styku granic gmin Solina, Czarna i Cisna.

## Strażnice/placówki sąsiednie
- 168 strażnica WOP Ustrzyki Górne ⇔ 170 strażnica WOP Roztoki – 1945
- 168 strażnica OP Ustrzyki Górne ⇔ 170 strażnica OP Roztoki – 1949
- 168 strażnica WOP Ustrzyki Górne kat. III ⇔ 170 strażnica WOP Roztoki kat. III – 15.03.1954
- nn ⇔ 33 placówka WOP Roztoki kat. II – 1.01.1960
- 1 placówka WOP Lutowiska ⇔ 26 placówka WOP Roztoki kat. II – 1.01.1964
- strażnica WOP Lutowiska Lądowa ⇔ strażnica WOP Roztoki – 1990[10]
- strażnica WOP Lutowiska Lądowa ⇔ strażnica WOP Cisna Lądowa – po 1990

Straż Graniczna:
- strażnica SG w Lutowiskach ⇔ strażnica SG w Cisnej – 16.05.1991
- strażnica SG w Ustrzykach Górnych ⇔ strażnica SG w Cisnej – 6.11.2000[15].

## Komendanci/dowódcy strażnicy
- por. Zdzisław Olek (był w 1951)
- kpt. Jakub Demel (lata 80. XX w.)[g][16]

Komendanci strażnicy SG:
- ppor. SG/por. SG Lech Włoch (od 16.05.1991)[17][18] .
- ppor. SG Zbigniew Pelc (od 2002-do 2005)